# Leiersmühle
Leiersmühle ist ein Ortsteil von Wipperfürth im Oberbergischen Kreis im Regierungsbezirk Köln in Nordrhein-Westfalen (Deutschland).

## Lage und Beschreibung
Der Ortsteil liegt einen Kilometer vom Stadtzentrum entfernt im Osten von Wipperfürth an der Mündung des Baches Hönnige in die Wupper. Hier kreuzt die Landesstraße L284 die Bundesstraße B237. Nachbarorte sind Voßkuhle, Leuchtenbirken, Niederwipper und der Wipperfürther Stadtteil Mühlenberg.
Im Ortsteil liegt das circa 7 Hektar Fläche umfassende Gewerbegebiet Leiersmühle.
Politisch wird der Ort durch den Direktkandidaten des Wahlbezirks 03 (030) nordöstliches Stadtgebiet im Rat der Stadt Wipperfürth vertreten.

## Geschichte
Bei der Leiersmühle gab es eine Wupperfurt, die von einer mittelalterlichen Altstraße von Köln nach Dortmund genutzt wurde.
Auf der Karte Topographia Ducatus Montani aus dem Jahre 1715 ist an der Hönnigemündung eine „w. mühl“ eingezeichnet. Die Karte Topographische Aufnahme der Rheinlande von 1825 zeigt unter der Ortsbezeichnung „Leiers M“ auf zwei umgrenzten Hofräumen fünf voneinander getrennt liegende Gebäudegrundrisse und ein Mühlensymbol. Für das Jahr 1824 ist belegt, dass die Mühle eine Ölmühle war. In diesem Jahr wurde die Mühle verkauft und an der Mühle entstand eine Tuchfabrik. Tuche und Garne produzierten wechselnde Besitzer an dieser Stelle bis etwa zum Jahr 1931.
Der Unternehmer Hermann Voss erwarb die Produktionsanlagen um die Mühle. Er errichtete eine Fabrik für Hauswasserarmaturen. Sein Sohn, Hans Hermann Voss stellte ab 1953 die Produktion auf Rohrverbindungen für den Maschinen- und Fahrzeugbau um.
Von 1910 bis 1960 führte die Bahnstrecke Anschlag–Wipperfürth im Norden der Ortschaft vorbei. Diese Bahnlinie zweigte im Bahnhof Wipperfürth von der Wippertalbahn ab und schloss bei Anschlag an die Wuppertalbahn an. Im Süden von Leiersmühle verlief von 1905 bis 1986 der Streckenabschnitt Wipperfürth – Marienheide der Wippertalbahn. Über den im Westen von Leiersmühlke gelegenen Haltepunkt Wipperfürth-Ost bestand Anbindung an den Schienenverkehr.
1913 wurde von der Wupper-Talsperren-Genossenschaft der Ausgleichweiher Leiersmühle angelegt.
Der Namenswechsel von Wipper zur Wupper lag über einen langen Zeitraum bei der Leiersmühle. Erst in jüngerer Zeit wechselte dieser Ort flussaufwärts zur Kerspemündung bei Ohl.

## Busverbindungen
Über die im Ort gelegene Bushaltestelle Leiersmühle der Linien 336 und 338 (VRS/OVAG) sowie der Linie 55 (VRL/MVG) ist eine Anbindung an den öffentlichen Personennahverkehr gegeben.